# Thomas-Morse R-5
O Thomas-Morse R-5 também conhecido como TM-22 foi um monoplano monomotor estadunidense para competições de corrida aérea idealizado por B. Douglas Thomas nos anos de 1920. Dois exemplares desta aeronave foram construídos para o Serviço Aéreo do Exército dos Estados Unidos em 1922, mas que após completar o Pulitzer Trophy Race de 1922 o modelo foi abandonado.

## Design e desenvolvimento
No início de 1922 o Serviço Aéreo do Exército dos Estados Unidos emitiu encomendas para várias fabricantes de aeronaves afim de que construíssem uma aeronave de corrida para competir na Pulitzer Trophy Race. Entre as empresas que receberam a encomenda foi a Thomas-Morse Aircraft Corporation de Ithaca, Nova Iorque do qual o designer chefe era B. Douglas Thomas que criou um monoplano monomotor monoposto com asas parasol o Thomas-Morse TM-22, com dois sendo encomendados pelo Exército com a denominação Thomas-Morse R-5.
O TM-22, que fora baseado nos projetos de caça MB-9 e no avião de trino MB-10 que não obtiveram sucesso, ambos voaram em 1921 mas logo foram abandonados. O novo modelo tinha a construção totalmente em metal, com chapas onduladas de Duralumínio sobre uma estrutura também de Duralumínio, enquanto a sua asa possuía um distinta "corcunda" no centro acima da fuselagem. Os dois protótipos possuíam asas diferentes, o primeiro tinha uma envergadura de 8,84 m (29,0 ft) e uma área alar de 16,2 m² (174 ft²), o segundo possuía envergadura de 7,62 m (25,0 ft) e área alar de 13,9 m² (150 ft²). O modelo era motorizado por um único motor Packard 1A-2025 V12 de 600 hp (447 kW), com o radiador e o tanque de óleo abaixo da fuselagem. Possuía um trem de pouso fixo triciclo convencional.

## Histórico operacional
As duas aeronaves foram entregues para a base de Selfridge, Michigan em setembro de 1922 com o primeiro protótipo realizando seu primeiro voo em 29 de setembro. Ela sofreu problemas de refrigeração e dirigibilidade, enquanto se esforçava para atingir a velocidade de 190 mph (306 km/h) esperada pelo Serviço Aéreo.
Apesar destes problemas, os dois R-5, voados pelo Capitão Frank O'Driscoll Hunter e pelo Tenente Clayton Lawrence Bissell estavam entre os iniciantes do Pulitzer Trophy Race em 14 de outubro. Bissell terminou em décimo a uma velocidade média de 250,4 km/h (156 mph), enquanto Hunter terminou em décimo primeiro, a uma velocidade de 240,4 km/h (149 mph), os últimos dois aviões que completaram a corrida.
Ambas as aeronaves foram enviadas para a base de McCook Field, em Dayton, Ohio, para testes adicionais em 1923, e foram destruídos durante testes estruturais estáticos.

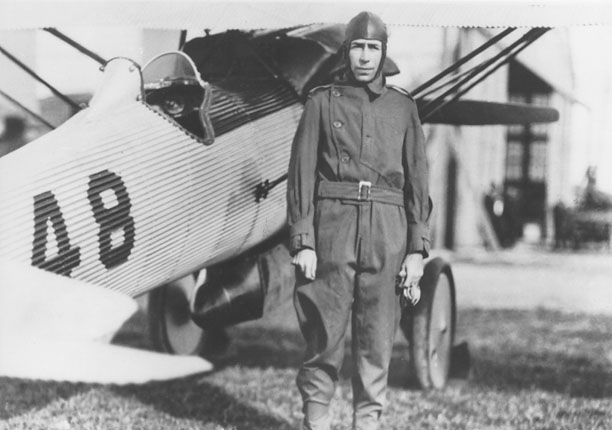
O Thomas-Morse R-5 e Clayton Bissell - nota-se na imagem a fuselagem em chapas onduladas de Duralumínio da aeronave.